# 'Ndrina Belcastro
I Belcastro sono una 'ndrina di Sant'Ilario dello Ionio (RC).

## Storia

### Anni '90
Il 15 agosto 1990 scoppia la cosiddetta faida di Sant'Ilario.
Quel giorno, viene ucciso Emanuele Quattrone (mandato dai De Stefano per proteggerlo dalla faida con gli Imerti) e secondo l'operazione Primaluce si apre una nuova faida tra i Belcastro-Romeo (Giuseppe Belcastro e Tommaso Romeo) che vogliono distaccarsi dai D'Agostino.
Nella faida, al capobastone Giuseppe D'Agostino sono stati imputati ben 10 omicidi, compresa l'uccisione su commissione della cosca Bellocco.
Il 9 luglio 1990 avviene la strage di Barbasana.

### Anni 2000
- 19 luglio 2000 - operazione Primaluce, che blocca la Faida di Sant'Ilario tra i D'Agostino e i Belcastro-Romeo[4][5].

## Fatti recenti
- Il 1º giugno 2012 Domenico Belcastro, a seguito dell'operazione Maglio 3, viene condannato a 3 anni per detenzione di armi in Liguria[6].

- Il 23 gennaio 2013 con l'operazione Dogville vengono arrestati 5 presunti affiliati ai Belcastro-Romeo[7][8].

- Il 12 febbraio 2013 viene arrestata per estorsione Grazia Marzano, moglie del presunto boss Giuseppe Belcastro[9].

## Esponenti di rilievo
- Giuseppe Belcastro, capobastone condannato all'ergastolo.
- Domenico Belcastro, condannato in rito abbreviato per 6 anni (8 in primo grado), ritenuto braccio destro di Domenico Gangemi, quest'ultimo capobastone ligure.
- Michael Panajia, Capo Locale di Giussano in Lombardia dal 2010 al 2011 e pentito dal 2012[10].